# 83e corps d'armée
Le 83e corps d'armée (en allemand : LXXXIII. Armeekorps) était un corps d'armée de l'armée de terre allemande, la Heer, au sein de la Wehrmacht pendant la Seconde Guerre mondiale.

## Hiérarchie des unités
| Nom          | Nbre d'hommes       | Unités subalternes                | Grade de commandement                 |
| ------------ | ------------------- | --------------------------------- | ------------------------------------- |
| Heeresgruppe | + 300 000           | 2 à + Armeen (Armées)             | Generaloberst ou Generalfeldmarschall |
| Armee        | + 100 000 - 300 000 | 2 à + Armeekorps (Corps d'armées) | General ou Generaloberst              |
| Armeekorps   | + 30 000 - 80 000   | 2 à + Divisionen (Division)       | Generalleutnant ou General            |
| Division     | + 10 000 – 20 000   | 2 à 6 Brigaden (Brigade)          | Generalmajor ou Generalleutnant       |
| Brigade      | + 3 000 – 5 000     | jusqu'à 3 Regimentern (Régiment)  | Oberst ou Generalmajor                |

## Historique
Le LXXXIII. Armeekorps a été créé le 25 mai 1942 en France à partir de l'Höheren Kommandos z.b.V. XXXXV.

Le 15 août 1943, son état-major va servi pour la formation de l'Armee-Oberkommando 19 (AOK 19).

## Organisation

### Commandants successifs
| Date                        | Grade                  | Commandant           |
| --------------------------- | ---------------------- | -------------------- |
| 25 mai 1942- 14 août 1943   | General der Infanterie | Hans-Gustav Felber   |
| 14 août 1943 - 15 août 1943 | General der Infanterie | Georg von Sodenstern |

### Chef des Generalstabes
| Date                          | Grade               | Commandant                   |
| ----------------------------- | ------------------- | ---------------------------- |
| 25 mai 1942- Septembre 1942   | Oberstleutnant i.G. | Johann von Heiterer-Schaller |
| Septembre 1942 - 20 juin 1943 | Oberst i.G.         | Rudolf von Oppen             |
| 20 juin 1943 - 15 août 1943   | Oberst i.G.         | Walter Botsch                |

### 1. Generalstabsoffizier (Ia)
| Date                         | Grade               | Commandant              |
| ---------------------------- | ------------------- | ----------------------- |
| 25 mai 1942 - Septembre 1942 | Oberstleutnant i.G. | Rauchhaupt              |
| Septembre 1942 - Avril 1943  | Major i.G.          | Hans-Ulrich von Oertzen |
| Avril 1943 - 15 août 1943    | Oberstleutnant i.G. | Friedrich Schulz        |

## Théâtres d'opérations
- Sud de la France : Juin 1942 - Août 1943

## Ordre de batailles

### Rattachement d'Armées
| Date    | Armée              | Groupe d'Armées |
| ------- | ------------------ | --------------- |
| 1942    |                    |                 |
| Juin    | Armeegruppe Felber | Heeresgruppe D  |
| 1943    |                    |                 |
| Janvier | Armeegruppe Felber | Heeresgruppe D  |

### Unités subordonnées

#### Unités organiques
- Arko 2
- Korps-Nachrichten-Abteilung 445
- Korps-Nachschubtruppen 445

#### Unités rattachées
22 décembre 1942
- 328. Infanterie-Division
- 335. Infanterie-Division
- 326. Infanterie-Division
- 327. Infanterie-Division

7 juillet 1943
- 326. Infanterie-Division
- 388. Feldausbildungs-Division
- 356. Infanterie-Division
- 715. Infanterie-Division

## Sources
- LXXXIII. Armeekorps sur Lexikon-der-wehrmacht.de